# Proteomics
Proteomics er en gren af biokemien, der beskæftiger sig med stor-skala undersøgelser af proteomet, dvs. proteinsammensætningen som f.eks. profilen af proteiner i en bakterie, en celletype eller et organ. Da proteiner har mange forskelligartede funktioner, afspejler proteomet cellens eller organets funktionstilstand, og derfor er proteomics et samarbejde mellem flere discipliner, herunder fysik, kemi, biologi og bioinformatik.
Proteomet er defineret som proteinprofilen eller hele sættet af proteiner i en celle, et væv, et organ eller en organisme. Teknologiske fremskridt inden for proteinanalyse har gjort det muligt at identificere stadigt større og mere komplekse proteinprofiler med et stort potentiale for diagnose og behandling af sygdomme.

## Proteomet
Et proteom er det komplette sæt af proteiner fra en celle, et væv, et organ eller en organisme på et givet tidspunkt og under specifikke fysiologiske forhold. Et proteom er komplekst og refererer til meget mere end blot nummerering og identifikation af proteinerne i sættet. I et proteom kan proteiner interagere med andre proteiner eller andre molekyler, som bestemmer, hvordan proteinet fungerer som en del af hele systemet. Derudover kan proteinstrukturer og funktioner være ændret som følge af postsyntetiske modifikationer og ændringer i det indre miljø, herunder faktorer som temperatur, ionstyrke, pH, niveauer af oxidanter eller antioxidanter. Studiet af proteomet skulle give information om alle disse faktorer.

### Dynamikken i et proteom
I en levende organisme er proteomer ikke i en statisk tilstand, men i en stadig dynamisk tilstand betinget af indre og ydre faktorer som hormoner, vækstfaktorer, lægemidler og det ydre miljø.

## Eksempler

### Nervesystemets proteomer
Med reference til nervesystemet er målet
- at identificere alle proteinerne i et givet organel, en celletype og et væv under specifikke forhold på et bestemt tidspunkt
- at identificere de post-translationelle modifikationer i alle proteinerne på det tidspunkt og under disse betingelser
- at bestemme, hvordan dette proteom ændrer sig som en funktion af tid (alder), miljøændringer, genetiske faktorer og med sygdom
- at bestemme, hvordan disse ændringer påvirker organismen som helhed.[1]

### Proteomics og sygdomme
Danske forskere har ved hjælp af “plasma proteom-profilering" opnået kvantitativ information om størstedelen af de klassiske, funktionelle plasmaproteiner. Anvendelsen af proteomics giver således store muligheder for at belyse sygdomsmekanismer og for at identificere nye diagnostiske markører og terapeutiske mål.
Ved hjælp af proteomics
- er der identificeret proteiner, der er lovende diagnostiske eller prognostiske markører eller som terapeutiske mål i en række sygdomme, herunder cancer, immunafstødning efter transplantation og infektionssygdomme såsom tuberkulose og malaria
- er der vist et potentiale for terapi tilpasset den enkelte patient.[3]